# Gavin Wilding
Gavin Wilding (...) è un regista e produttore cinematografico canadese.

## Filmografia

### Regia
- Listen - L'assassino della hot line (Listen) (1996)
- Omicidi occasionali (Stag) (1997)
- La casa di Cristina (Christina's House) (1999)
- The Wisher (2002)
- La formula della morte (Caught in the Headlights) (2004)